# Leo Maduschka
Leo Maduschka (* 26. Juli 1908 in München; † 4. September 1932 in der Civetta Nordwand, Dolomiten) war ein deutscher Bergsteiger, Schriftsteller und Germanist. Sein Werk gilt als prägend für eine ganze Generation junger Bergsteiger.

## Leben
Maduschka, der das Klettern als Schüler des Wilhelmsgymnasiums München (Abitur 1927) während der Ferien im Allgäu erlernt hatte, trat nach Beginn seines Studiums 1928 dem männerbündischen Akademischen Alpenverein München bei, der sich als Gegenpol zum Deutschen und Österreichischen Alpenverein verstand und ein elitäres Leistungsklettern gegen den verachteten „Sonntagsalpinismus“ setzte. Maduschka war einer der besten Felsenkletterer seiner Zeit, lehnte aber bergsteigerische Hilfsmittel nicht grundsätzlich ab, um das „Letzterreichbare“ zu schaffen. Kurz nachdem er 1932 sein Studium der Germanistik mit einer Promotion bei Walther Brecht über Das Problem der Einsamkeit im 18. Jahrhundert abgeschlossen hatte, kam er während einer Klettertour mit Martin Pfeffer in der Civetta Nordwand in den Dolomiten zu Tode. Die beiden wurden von einem Wettersturz überrascht, und Maduschka erfror im Schneesturm während des nächtlichen Biwaks.
Sein früher Tod und vor allem seine alpinistischen Texte, die unmittelbar nach seinem Tod durch Walter Schmidkunz herausgegeben wurden, machten ihn zu einer Ikone junger Bergsteiger und dabei ähnlich einflussreich wie Heinrich Harrer oder Hans Ertl. Maduschka definierte, so der Titel eines seiner Artikel, Bergsteigen als romantische Lebensform. Dabei knüpfte er sowohl an das Motiv des Wanderns in der Romantik als auch an Friedrich Nietzsches Philosophie des Wanderers an, wie dieser sie etwa in Also sprach Zarathustra entwickelt hatte.

„Bergsteigen ist Wandern, und auch der Bergsteiger ist ein Wanderer. Auch sein Ziel ist der Weg; der Weg, der in diesem Falle ein Steig ist, steil und rauh, oder nicht einmal mehr das: nur noch die Routenlinie, der Durchstieg durch das Gemäuer der Felswände und die jähen Flanken der Eisberge. Auch sein Trieb in die Ferne ist unstillbar; Ferne und Weite aber bedeuten ihm vor allem: der immer neue Berg. […] wir sind sehnsüchtig […]; wir müssen wandern, wir müssen wandern, um unsere Sehnsucht zu töten – sonst würde sie uns töten; wir können, da die Sehnsucht unendlich ist, nie aufhören zu wandern; wir wandern ziellos, der Weg ist Sinn und Ziel, Berg um Berg sind seine Stationen; wir geben so der Sehnsucht stets neue Objekte, an denen sie sich beruhigt, an denen sie sich sofort aber auch wieder neu entzündet: eine Bewegung ohne Ende – solange wir wandern. Wir aber müssen wandern. Wandern ist Schicksal, unser Glück – unsere Tragik.“

Während Maduschka aber einerseits ähnlich wie Oskar Erich Meyer und Henry Hoek die Natur romantisch stilisierte, setzte er andererseits „Sachlichkeit“ gegen „falschen Pathos“ und zeigte sich auch offen für technische Innovationen. Sein Werk gilt als Beispiel eines alpinistischen Diskurses, in welchem extremer körperlicher Erfahrung Ausdruck und Sinn verliehen wird.

„Alles ist schärfste Arbeit, Technik und Kraft in einem erheischend. Sachlich und präzis tut der trainierte Körper sein Tagwerk: nimmt blitzschnell die Winke der Augen, der greifenden Fingerspitzen, der
tastenden Zehen auf, führt sie durch die Befehlszentrale des Willens über in das feine, bewußt-unbewußte Spiel der Glieder und Gelenke, das Straffen und Strecken der Sehnen und Muskeln und den ganzen wundervollen Wechsel von Spannung und Lösung im Ablauf sinnvoller Bewegung: in den einzigartigen Rhythmus des Kletterns, dem wir verfallen sind, wie andere dem Gleichtakt ihrer Glieder im Lauf oder dem Flug des Körpers im Sprung.“

Die Schriftstellerin Elfriede Jelinek zitiert in ihrem Stück In den Alpen (2002) ausführlich aus Texten Leo Maduschkas.

## Schriften
- Aus großen Wänden. In: Deutsche Alpenzeitung 1930 (Aufsatzreihe).
- Bergsteigen als romantische Lebensform. In: Deutsche Alpenzeitung 1932 (Aufsatzreihe).
- Das Problem der Einsamkeit im 18. Jahrhundert, im besonderen bei J. G. Zimmermann. Univ., Diss.--München, 1932. Fürst, Murnau 1932; ND Hildesheim 1978.
- Die Technik schwerster Eisfahrten. 2. Auflage. Rother, München 1932.
- Neuzeitliche Felstechnik. 2. Auflage. Rother, München 1932.
- Die jüngste Erschließungsgeschichte des Wilden Kaisers. Sektion Bayerland d. Dt. u. Österr. Alpenvereins, (München) 1933.
- Leo Maduschka: Junger Mensch im Gebirg. Leben, Schriften, Nachlass. Ges. Alpiner Bücherfreunde, München 1936.
- Leo Maduschka. Bergsteiger – Schriftsteller – Wissenschaftler. Hrsg. vom Dt. Alpenverein, bearbeitet von Helmuth Zebhauser. München 1992. (Alpine Klassiker Band 19.)